# 蘇錫
蘇錫（1469年—1514年），字介福，號槐軒，山东济南府滨州人，民籍，明朝政治人物。

## 生平
弘治八年（1495年）乙卯科山東鄉試第六十四名舉人。弘治十二年（1499年）中式己未科會試第二百九名，三甲第九十六名進士。授太湖知县，正德元年（1506年）八月选授山西道试監察御史，四年查盘蓟州、永平、山海等处仓库草束银两，又奉命总督江南蘇松等府粮储，以母憂歸，服闋，复任，擢升建昌府知府，在任九月而病，三月後病逝，年四十六。

## 家族
曾祖蘇貴；祖蘇震；父蘇瑁，训导。母鄭氏。重庆下。兄蘇铨。子承芳、承學、承训、承志、承恩。